# Jacques Laffite
Jacques-Henri Marie Sabin Laffite, detto Jacques (Parigi, 21 novembre 1943), è un ex pilota automobilistico francese.
Ha disputato 176 gran premi validi quali prova del Campionato mondiale di Formula 1, ottenendo 6 vittorie, 7 pole position, 7 giri veloci e 32 podi, competendo tra il 1974 e il 1986, anno in cui si è dovuto ritirare a causa di un grave incidente. Per tre stagioni consecutive (1979, 1980 e 1981) è stato il miglior pilota europeo nella competizione.
Nel 1975 si aggiudicò il Campionato europeo di Formula 2.
Archiviata l'esperienza nella massima serie si è dedicato al rally, e ha svolto il ruolo di commentatore della Formula 1, per la rete televisiva francese TF1.

## Biografia
Jacques-Henri Laffite è nato a Parigi, il 21 novembre 1943. Ha svolto gli studi al Cours Hattemer, una scuola privata. Ha due figlie: Camille (sposatasi con Karim Laghouag, cavaliere francese, oro olimpico ai Giochi di Rio) e Margot, giornalista sportiva per Canal+, sposata e poi divorziata con l'attore francese Arnaud Tsamere. Jacques Laffite era  cognato di un altro pilota francese celebre, Jean-Pierre Jabouille.

## Carriera

### Gli inizi
Nel 1958 Laffite incontrò Jean-Pierre Jabouille, che gli propose, nel 1966, di diventare suo meccanico, in occasione della Coupe Renault 8 Gordini.
Nel 1970 Laffite esordì in Formula France, passando l'anno successivo in Formula Renault. Già nel 1972 partecipò, per la prima volta, alla 24 Ore di Le Mans, con una Ligier, al fianco di Pierre Maublanc. Nell'anno vinse il titolo nella Formula Renault.

### Formula 3
Nel 1973 iniziò a disputare gare valide per la Formula 3. Vinse subito il Campionato francese, e fu quarto nel B.R.S.C.C. MCD John Player British F3 Championship, mentre disputò anche due gare del campionato italiano.

### Formula 2
L'anno successivo, sempre sostenuto dalla BP Racing, che gli mise a disposizione una March-BMW, passò alla Formula 2, in cui fu subito competitivo, conquistando il GP del Festival di Salisburgo, ottenendo altri tre secondi posti e un terzo, chiudendo al quarto posto in classifica.
Nel 1975 passò all'Écurie Elf Ambrozium, dove guidò una Martini-BMW. La stagione fu trionfale per il francese, che colse cinque vittorie nelle prime sei gare (Gran Premio dell'Estoril, BARC 200, ADAC-Eiffelrennen, Gran Premio di Pau e Rhein-Pokalrennen), poi si limitò ad altri due arrivi a punti, che coincisero ancora con successi: Gran Premio del Mediterraneo e Gran Premio di Roma (in questa gara primo giunse Vittorio Brambilla, che però non marcava punti per il campionato). Sempre nel 1975 prese parte anche a una gara del Campionato giapponese di Formula 2000.
Col passaggio in pianta stabile in Formula 1 l'impegno di Laffite in Formula 2 fu poco frequente, nelle stagioni successive. Nel 1976 con la Fred Opert Racing, su Chevron-BMW ottenne due secondi posti (a Pau e a Nogaro), ma non poté marcare punti validi per il campionato. Nello stesso anno partecipò al Gran Premio Nihon, ultima gara del Campionato giapponese, previsto due settimane dopo il Gran Premio di Formula 1 del Giappone. Laffite vinse e colse anche il giro più veloce.
Nel 1977, sempre con la Fred Opert Racing corse tre gare, ma senza risultati rilevanti. L'anno successivo, con la Maublanc Racing Services, su March-BMW, disputò ancora due gare.

### Formula 1

#### Iso-Marlboro/Williams (1974-1975)

##### 1974
Laffite venne iscritto, per la prima volta, a una gara di Formula 1, dalla scuderia britannica Token, al Gran Premio di Francia 1974. L'iscrizione non venne però seguita dalla partecipazione all'evento. L'esordio avvenne, in effetti, solo due gare dopo, nel Gran Premio di Germania, quando trovò un ingaggio alla scuderia di Frank Williams, la Iso-Marlboro, al posto di Tom Belsø. Qualificato al ventunesimo posto, si ritirò, al secondo giro, per un problema alle sospensioni. Dalla prova seguente, il Gran Premio d'Austria, il team gli affiancò Arturo Merzario. La stagione si concluse senza risultati di rilievo. Il francese si qualificò a ogni gara, senza mai raggiungere la zona dei punti.

##### 1975
Nel 1975 rimase fedele a Frank Williams, che decise di dare, per la prima volta, il suo nome alla scuderia.

Jacques Laffite con Frank Williams nelle prove del Gran Premio d'Argentina 1975. Fu il gran premio d'esordio per Williams, come costruttore di vetture che portavano il suo nome.

Dopo le prime tre gare extraeuropee, con Laffite ancora lontano dalla zona dei punti, il francese saltò il Gran Premio di Spagna, in quanto impegnato in una prova del Campionato di Formula 2. Venne sostituito dal britannico Tony Brise. Nella gara successiva, il Gran Premio di Monaco, arrivò la prima mancata qualificazione in una gara valida per il campionato mondiale, battuto per 16 centesimi da Alan Jones.
Il francese saltò, nuovamente per concomitanti impegni in Formula 2, anche il Gran Premio di Svezia; nella gara la Williams si trovò anche senza l'altro pilota titolare, Arturo Merzario, per contrasti col patron del team. Al loro posto vennero ingaggiati Damien Magee e Ian Scheckter. Nelle tre gare successive (Olanda, Francia e Gran Bretagna) chiuse con due arrivi fuori dai punti e un ritiro. Nelle tre gare si trovò tre partner diversi: prima Ian Scheckter, poi François Migault, infine Ian Ashley.
L'exploit stagionale fu nel Gran Premio di Germania. Il francese, partito quindicesimo, colse un inaspettato secondo posto, primo podio in una gara del mondiale (oltre che primi punti), per lui e per la scuderia di Williams. Laffite fu autore di una gara regolare, venne agevolato dai diversi incidenti e forature, che penalizzarono i piloti partiti davanti a lui in griglia, sul difficile tracciato del Nürburgring.
L'epilogo della stagione fu negativo. Laffite si ritirò sia in Austria, che a Monza. Nell'ultima gara di stagione, il Gran Premio degli USA, fu prima protagonista di un incidente nelle prove, poi confuse un collirio con del liquido per la pulizia della visiera del casco. Ciò gli provocò un'irritazione oculare, che non gli permise di partecipare alla gara. La Williams decise di affidare la sua vettura a Lella Lombardi, sua compagna di scuderia per la gara nordamericana, rimasta senza la sua vettura, ferma per problemi elettrici. All'italiana, però, non poté essere adattata la vettura, e fu così anche lei costretta al forfait.

#### Ligier (1976-1982)

##### 1976

Laffite al Gran Premio d'Italia 1976. A Monza il francese colse la sua prima pole position in una gara valida per il mondiale di Formula 1.

Nel 1976 Laffite cambiò scuderia, passando alla Ligier, scuderia francese all'esordio nel Campionato mondiale di Formula 1. Laffite aveva già disputato tre edizioni della 24 Ore di Le Mans, con la scuderia transalpina.
La vettura, a differenza delle monoposto utilizzate negli anni precedenti, non era dotata del tradizionale Ford Cosworth DFV, ma del Matra ad architettura V12. La scuderia allineava una sola monoposto, e Laffite aveva dovuto battere la concorrenza dell'esperto Jean-Pierre Beltoise, per il ruolo di pilota titolare.
Dopo i primi gran premi, senza punti, (in Brasile Laffite fu anche vittima di un incidente in prova, mentre in Sudafrica conquistò la quarta fila in prova, ma fu penalizzato da un incidente in partenza) nel Gran Premio di Long Beach colse il quarto posto, ottenendo i primi punti iridati per la Ligier. Partito dodicesimo, Laffite fu autore di una bella rimonta, dopo un incidente alla partenza. In Spagna il francese si trovò a lungo nella zona dei punti, prima che un problema al cambio lo fermasse ai box per un paio di giri. Nel gran premio seguente, in Belgio, dominato dalla Scuderia Ferrari, Laffite conquistò il terzo posto, primo podio per la Ligier, e primo podio per la Matra dal Gran Premio di Francia 1972.
Dopo un errore di guida che lo privò dei punti a Monaco, il transalpino tornò a chiudere nei primi sei nel Gran Premio di Svezia, ove fu quarto. Seguirono poi tre gran premi senza punti. Nel caotico Gran Premio di Gran Bretagna fu squalificato, in quanto, nella seconda partenza, aveva ripreso la gara col muletto.
In Austria Laffite ottenne il secondo podio della stagione, giungendo secondo, alle spalle di John Watson. Il pilota della Ligier fu anche penalizzato, nella prima parte della gara, da un'escursione di pista. Un altro importante risultato venne raggiunto nel Gran Premio d'Italia, ove Laffite ottenne la sua prima pole position della carriera. Fu anche la prima partenza al palo per la Ligier, mentre, per il motorista, la Matra, si trattò della terza pole, la prima dal Gran Premio di Francia 1972, con Chris Amon. Il francese precedette di soli tre centesimi Jody Scheckter su Tyrrell, e di 18 Carlos Pace su Brabham. Laffite fece segnare 1'41"35, un tempo di quasi nove secondi più alto di quello fatto segnare dal poleman del 1975, Niki Lauda. Passato al via da Jody Scheckter, cedette diverse posizioni nella parte iniziale del gran premio, recuperando fino al terzo posto, al termine della gara, in cui anche attaccò Regazzoni e Peterson, giunti, rispettivamente, secondo e primo.
La stagione si chiuse con un ritiro in Canada, un altro nel Gran Premio degli USA-Est (per lo scoppio di uno pneumatico mentre era in lotta per il terzo posto), mentre nel Gran Premio del Giappone giunse settimo, cogliendo il suo primo giro veloce. Il giro più veloce venne inizialmente attribuito a Masahiro Hasemi sulla vettura giapponese Kojima. La cosa fu controversa in quanto, nel giro nel quale, il nipponico avrebbe fatto il giro più rapido, era stato superato da tre vetture. Nei giorni successivi al gran premio gli organizzatori diffusero un comunicato che assegnava il giro più veloce a Laffite, con un tempo di 1'19"97 al 70º giro. Questo comunicato fu ripreso dalla Japan Automobile Federation (JAF). La correzione non fu però resa nota all'estero, per molti anni. Laffite concluse la stagione con 20 punti, e l'ottavo posto nella classifica dei piloti.

##### 1977
La stagione 1977 vide il francese non conquistare punti, per le prime sette gare. Nel Gran Premio del Sudafrica, terza gara della stagione, Laffite fu protagonista, involontario, di un tragico episodio. Nel ventunesimo giro Renzo Zorzi fu costretto a parcheggiare la sua Shadow sulla linea del traguardo, davanti ai box, per problemi al serbatoio della benzina, che causarono un principio d'incendio. Il pilota italiano uscì dall'abitacolo attivando il sistema di estinzione della monoposto: in suo aiuto accorsero due commissari che, estintori alla mano attraversarono imprudentemente la pista, mentre la corsa continuava normalmente (non era stata esposta la bandiera gialla). Essendo il rettilineo del traguardo conformato a dosso, con conseguente limitata visibilità frontale per i piloti, gli accorrenti Hans-Joachim Stuck, Tom Pryce e Laffite si accorsero all'ultimo momento della presenza in pista dei due inservienti: Stuck mancò di pochissimo l'impatto con il primo, mentre Pryce non poté evitare il secondo, uno studente sudafricano di appena 19 anni, Frederik Jansen van Vuuren, che venne sbalzato violentemente per aria e ricadde dilaniato, e morto, sul colpo, nella via di fuga.
Nell'impatto Pryce fu colpito in testa dall'estintore del commissario, morendo sul colpo. La Shadow, danneggiata al musetto e al roll-bar, col pilota ormai solo passeggero, proseguì, incontrollabilmente, la sua corsa: diminuendo leggermente la velocità, sbandò sulla destra, uscì di pista e strisciò contro il guard-rail, mentre arrivava la Ligier di Laffite, che non aveva ancora capito la dinamica dell'incidente. In prossimità della curva "Crowthorne", infine, la Shadow rientrò in pista, dopo aver urtato contro l'uscita per veicoli d'emergenza, centrando in pieno la vettura di Laffite che stava curvando, trascinandola con sé contro le reti di protezione, dove terminò la sua corsa. Laffite non riportò conseguenze fisiche.
Nel gran premio successivo, disputato a Long Beach, Laffite conquistò la terza fila, e fu a lungo, in gara, nella zona dei punti, prima che un problema elettrico lo costrigesse a chiudere la sua gara senza vedere la bandiera a scacchi. In Spagna Laffite fece anche meglio in prova, cogliendo la prima fila, alle spalle di Mario Andretti. In gara, dopo aver fatto segnare quello che sarà il miglior giro del gran premio, al quinto giro, Laffite fu costretto ai box per un problema al fissaggio di una ruota. Ciò lo allontanò definitivamente dai punti.
La stagione ebbe il suo apice con la vittoria del Gran Premio di Svezia. Il transalpino partì ottavo, si trovò subito in zona punti, passando, verso metà gara, sia Patrick Depailler che James Hunt, portandosi alle spalle del leader della gara, Mario Andretti. A tre giri dal termine l'italoamericano fu costretto a una sosta ai box, per un problema al pescaggio della benzina: ne approfittò Laffite che così ottenne la sua prima vittoria iridata, per lui, per la Ligier, e per la Matra, fornitrice del propulsore. Fu la prima vittoria per un pilota francese dal Gran Premio di Monaco 1972, ottenuta da Jean-Pierre Beltoise. Laffite fu il sessantesimo pilota diverso a vincere una gara valida quale prova del campionato mondiale, e il primo francese a vincere su una vettura francese.
In Francia, dopo un'altra buona prova in qualifica, in gara fu penalizzato dai danni subiti dalla sua vettura in un doppiaggio, mentre chiuse sesto, perciò di nuovo nei punti, nel successivo Gran Premio di Gran Bretagna.
Dopo altre due gare senza punti, in Olanda Laffite si qualificò secondo, e condusse la gara nei primi venti giri, dopo aver passato Andretti, il poleman, al via. Al ventesimo giro Laffite venne passato da Lauda, chiudendo comunque al secondo posto. Seguirono altre gare senza arrivi nei punti. Nel Gran Premio del Giappone, ultima gara della stagione, la Ligier iscrisse anche una seconda monoposto, per Jean-Pierre Jarier. Laffite, sfruttando diversi ritiri, e passando Carlos Reutemann, al quarantottesimo giro, si ritrovò secondo, alle spalle del solo James Hunt. All'ultimo giro il francese, a causa della mancanza di benzina, si dovette ritirare, venendo classificato quinto.
Il francese terminò l'annata con 18 punti, e il decimo posto nella classifica riservata ai piloti.

##### 1978
Anche le prime gare del 1978 furono negative, con zero punti nei primi due appuntamenti. Il francese chiuse poi quinto nel Gran Premio del Sudafrica, e nel seguente Gran Premio degli USA-Ovest. La vettura non risultava particolarmente efficace in qualifica, con Laffite sempre relegato a centro gruppo, anche se, dalla gara sudafricana, la scuderia introdusse un'evoluzione della vecchia Ligier JS7, in attesa della monoposto nuova.

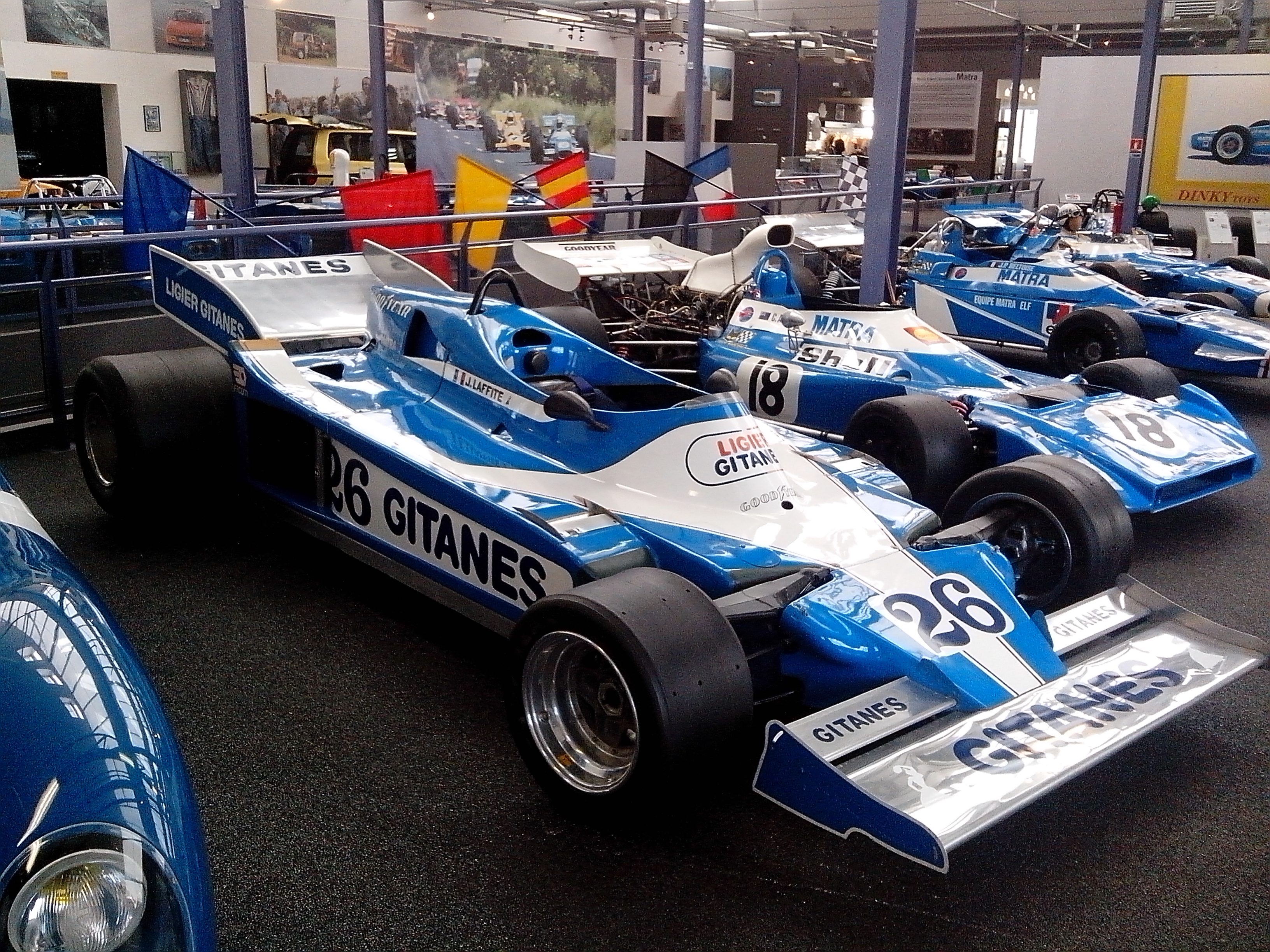
La Ligier JS9 con cui Laffite affrontò la seconda parte della stagione del mondiale di Formula 1 1978.

Un altro arrivo nei punti vi fu nel Gran Premio del Belgio. Laffite si trovò, negli ultimi giri, a lottare col ferrarista Carlos Reutemann per il terzo posto ma, al momento dell'attacco, all'ultimo giro, Laffite toccò la vettura dell'argentino, non potendo così concludere la gara, anche se fu, comunque, classificato quinto. Nella gara successiva, il Gran Premio di Spagna il francese ottenne il primo podio stagionale. Laffite, che utilizzava per la seconda volta la nuova Ligier JS9, già impiegata a Monaco, partì decimo, e si trovò presto nella parte alta della classifica, sfruttando i problemi alle gomme delle Ferrari, il ritiro di Patrese, e un problema tecnico per Watson. Dopo che anche Hunt andò in crisi con gli pneumatici, Laffite scalò terzo, posizione con cui chiuse il gran premio.
Laffite chiuse poi per tre volte fuori dai punti (due settimi e un decimo posto), per poi, nel Gran Premio di Germania ottenere ancora un terzo posto. Con una vettura più veloce in prova (il francese colse il settimo tempo), Laffite si mantenne nella zona dei punti per tutta la gara. Sfruttando prima un guaio all'alimentazione per Jones, poi un problema al cambio per Ronnie Peterson, andò a podio. In Austria, dopo il quinto tempo nelle qualifiche, chiuse ancora nei punti, quinto, in un gran premio che venne interrotto per pioggia, la cui classifica venne stilata per somma di tempi.
Nel tragico Gran Premio d'Italia Laffite non fu coinvolto nel grande incidente alla partenza, e colse il quarto posto. Le due gare nordamericane, che chiusero la stagione, furono senza ulteriori risultati di rilievo.
Laffite segnò un totale di 19 punti, risultando l'ottavo della classifica mondiale. Il francese fu il pilota che, in stagione, percorse più giri in gara (944 pari al 91,12% dei giri totali), e più kilometri (4.391 pari al 92,72%).

##### 1979
Il 1979 vide due grosse novità in casa Ligier. La Matra abbandonò il mondiale e così la scuderia francese adottò, in sostituzione, il tradizionale Ford Cosworth DFV. Inoltre la casa francese decise di impiegare, stabilmente, una seconda vettura, oltre quella affidata a Laffite. Come compagno di scuderia venne scelto un altro pilota transalpino, Patrick Depailler. La coppia di piloti veniva considerata ben assortita, con Laffite veloce e Depailler più capace dal punto di vista tecnico.
La stagione iniziò in maniera eccezionale. Laffite conquistò i primi due gran premi, Argentina e Brasile, conquistando anche pole position e giro veloce, come mai nessun pilota, prima di lui, era riuscito a fare nella storia del Campionato mondiale di Formula 1. L'ultimo pilota a ottenere due vittorie, nelle prime due gare, era stato Niki Lauda, nel 1976. L'impresa di Laffite sarà eguagliata, nel 1998, da Mika Häkkinen.

Laffite impegnato nel Gran Premio d'Argentina. Conquistò il suo primo hat trick nel campionato mondiale di Formula 1, con vittoria, pole position e giro veloce in gara.

In Argentina Laffite strappò al sabato il miglior tempo nelle qualificazioni proprio a Depailler. La gara fu caratterizzata da un incidente nelle fasi iniziali, che comportò la necessità di una seconda partenza. Qui Laffite perse diverse posizioni, che recuperò in pochissimi giri, tanto che già all'undicesimo passaggio si trovò al comando. Questa rappresentò la seconda vittoria per Laffite, e il suo primo hat trick (vittoria, pole position e giro veloce in gara). Andò anche meglio in Brasile. Qui il francese fu il più rapido delle qualifiche già al venerdì. Al sabato migliorò i suoi tempi, conquistando ancora la partenza al palo, per la seconda volta di fila, davanti al compagno di team Depailler. La Lotus chiese la squalifica di Jacques Laffite, al termine delle prove, in quanto il francese aveva compiuto quattro giri in più di quelli consentiti dal regolamento. In gara il dominio dei due piloti Ligier fu completo, con Laffite che non solo conquistò vittoria e giro veloce, ancora davanti a Depailler, ma ottenne anche il suo unico Gran Chelem, ossia aggiunse all'hat trick anche il comando della gara per tutta la sua durata. Questa fu anche l'unica doppietta per la Ligier, nella sua permanenza nella massima formula. Quelli ottenuti nelle prime due gare furono gli unici hat trick nella carriera iridata di Laffite. Il francese era, ovviamente, anche al comando della classifica dei piloti, con 18 punti, 8 di vantaggio su Carlos Reutemann.
Le tre gare seguenti furono senza punti. In Sudafrica, dove la Scuderia Ferrari introdusse quelle che sarà la vettura vincente, la 312 T4, Laffite si ritirò, dopo essere partito male al secondo via, in una gara interrotta per pioggia dopo 2 giri. A Long Beach, nel corso del giro di formazione, la vettura di Laffite accusò un guasto meccanico e si fermò in mezzo alla pista, provocando il rinvio della partenza. Costretto a partire dai box, abbandonò nel corso della gara. Al termine della gara venne superato, nella classifica piloti, da Gilles Villeneuve. In Spagna il francese fece segnare la terza pole position della stagione. In gara, superato presto da Depailler, si ritirò dopo 15 giri, mentre era secondo.
Anche nel successivo gran premio, quello del Belgio, Laffite ottenne ancora la pole position, battendo Villeneuve che aveva colto il miglior rilievo cronometrico al venerdì, e venendo accompagnato, in prima fila, ancora dal compagno di scuderia Depailler. Proprio il compagno di scuderia prese il comando della gara, fino a quando, nel diciannovesimo giro, Laffite si riprese la vetta. Al giro 24 Laffite mancò una marcia, e dovette cedere il comando ad Alan Jones. Ritornato in vetta dopo il ritiro di Jones e un'uscita pista di Depailler, fu passato da Jody Scheckter al cinquantatreesimo giro, dovendo chiudere secondo. Laffite si ritrovò nuovamente al comando della classifica del mondiale, appaiato proprio a Scheckter.
Seguirono poi un ritiro a Monaco (gara comunque penalizzata da un contatto con Didier Pironi), un ottavo posto nel Gran Premio di Francia e un altro ritiro nel Gran Premio di Gran Bretagna. Dalla gara francese cambiò il compagno di scuderia: Patrick Depailler, a seguito di un infortunio col deltaplano, venne sostituito dall'esperto belga Jacky Ickx.
Laffite rientrò di diritto in corsa per il mondiale inanellando tre terzi posti di fila. In Germania Laffite partì in terza fila e chiuse terzo, alle spalle delle due Williams, che stava diventando la scuderia più competitiva della stagione. In Austria il francese effettuò il sorpasso decisivo (su Scheckter) per il podio solo all'ultimo giro, in quanto la sua vettura scontava problemi al motore. Infine nel Gran Premio d'Olanda sfruttò diversi ritiri.
Prima del Gran Premio di Monza Laffite si trovò secondo nella classifica dei piloti, staccato di 8 punti da Jody Scheckter. Il regolamento del campionato prevedeva che valessero solo i migliori quattro risultati delle ultime 8 gare del calendario. Per tale ragione, matematicamente, solo Jody Scheckter (a 44 punti), Laffite (a 36) e Gilles Villeneuve (a 32) potevano ancora aggiudicarsi il titolo piloti. Il sudafricano della Scuderia Ferrari si sarebbe aggiudicato il titolo se avesse vinto e Laffite non fosse giunto secondo. Il ferrarista vinse la gara, mentre il francese si ritirò, dando così il titolo a Scheckter.
Nelle ultime due gare stagionali, corse in Nordamerica, Laffite non marcò punti, e chiuse quarto nel campionato, miglior pilota europeo della competizione. Il francese fu il pilota che, nell'anno, ottenne più pole position (4, come Jean-Pierre Jabouille), quello con posizionamento medio migliore (3,00), e il secondo per posizione media in griglia (alle spalle del solo Depailler, che però aveva corso solo metà gare).

##### 1980
Per la stagione 1980 la Ligier decise di affiancare a Laffite un altro pilota suo connazionale, Didier Pironi, che proveniva dalla Tyrrell. L'annata iniziò in modo sfortunato. Dopo aver conquistato la prima fila nel Gran Premio d'Argentina, con un tempo battuto dal solo Jones, il francese passò, in gara, l'australiano, costretto ai box per un sacchetto di plastica finito in un radiatore. Laffite condusse fino al trentesimo giro, quando venne ripassato da Jones, prima di dover ritirare, pochi giri dopo, per un problema al motore. In Brasile il francese subì un copione analogo: ritiro, per un problema elettrico, mentre era secondo.
Solo alla terza gara, il Gran Premio del Sudafrica, Laffite tornò a podio, secondo, alle spalle di René Arnoux. Per la prima volta, nella storia del mondiale, il podio fu monopolizzato da piloti di nazionalità francese: terzo si classificò, infatti, Didier Pironi (tutti e tre, tra l'altro, su vetture francesi).

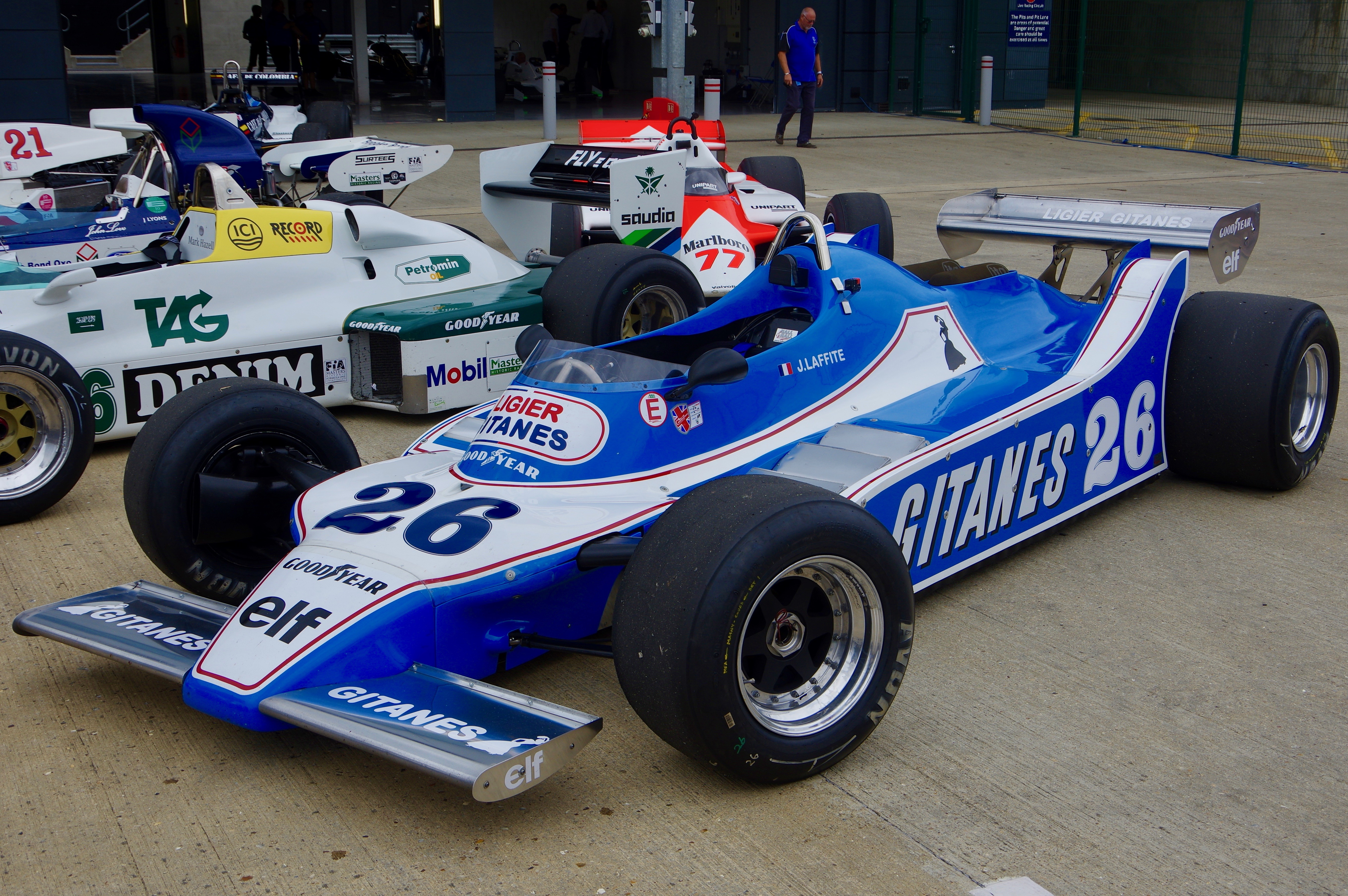
La Ligier JS11/15 con cui Laffite disputò la stagione 1980.

L'annata proseguì con altre due gare senza punti. In Belgio, partito in secondo da fila, fu a lungo in lotta per il podio, prima che, un problema ai freni, lo costringesse ai box per diversi giri. Dalla gara di Monaco in poi le prestazioni di Laffite si fecero più costanti, con diversi arrivi a podio e nei punti. Nella gara monegasca, caratterizzata da un grosso incidente alla partenza e dalla pioggia, il transalpino conquistò il secondo posto. Sul Circuito Paul Ricard, sede del Gran Premio di Francia, Laffite fece sua la pole position, la sesta nel campionato mondiale. In gara il pilota della Ligier condusse per 35 giri, prima di cedere la prima posizione a Jones e, poco dopo, anche la seconda posizione a Pironi.
Nel Gran Premio di Gran Bretagna la Ligier monopolizzò la prima fila, con Pironi davanti a Laffite. In gara, quest'ultimo, si trovò in testa, dopo che Pironi era stato fermato da una foratura. Anche la gara di Laffite finì presto quando, dopo pochi altri giri, si verificò la rottura del cerchione, che provocò l'esplosione dello pneumatico posteriore sinistro, con conseguente uscita di pista e ritiro. La fortuna girò nel successivo Gran Premio di Germania il francese colse la sua quarta vittoria in un gran premio valido per il mondiale di Formula 1; trovatosi secondo, alle spalle del solito Alan Jones, si ritrovò al comando, sfruttando, questa volta, un problema allo pneumatico dell'australiano. Laffite non festeggiò, al termine della gara, in rispetto del decesso di Patrick Depailler, suo ex compagno di team, avvenuto il 1º agosto, sulla stessa pista. Dopo il quarto posto in Austria, Laffite conquistò il podio basso nel Gran Premio d'Olanda, in una gara in cui il francese si era trovato anche al comando, nelle prime fasi. Dopo questo filotto di buoni risultati Laffite salì quarto nella classifica dei piloti, distante di 15 punti dal capoclassifica Jones, a tre gare dal termine.
La stagione si chiuse col deludente nono posto nel Gran Premio d'Italia, disputato a Imola, con l'ottavo posto, dovuto alla mancanza di benzina nel Canada (quando il pilota era quarto), e col quinto posto nel Gran Premio di Watkins Glen.
Laffite chiuse al quarto posto del campionato piloti; per il secondo anno consecutivo risultò il miglior pilota europeo dell'anno.

##### 1981
Nel 1981 parte delle azioni della Ligier vennero cedute alla Talbot, che rifornì la scuderia di motori Matra. Didier Pironi annunciò il suo passaggio in Ferrari, venendo sostituito da Jean-Pierre Jabouille, anche se per le prime gare della stagione la scuderia impiegò Jean-Pierre Jarier, viste le non perfette condizioni fisiche di Jabouille.
A Long Beach Laffite iniziò la stagione con un ritiro, dovuto a un contatto con Eddie Cheever. In Brasile, in una gara bagnata, il francese ottenne il sesto posto, e l'unico punto iridato nelle prime quattro gare della stagione.
La stagione iniziò a divenire più fruttuosa dal Gran Premio del Belgio. Partito nono, fu autore di una bella rimonta che s'interruppe solo quando, al cinquantaquattresimo giro, la gara venne interrotta per l'arrivo della pioggia. Laffite fece suo il secondo posto, alle spalle di Carlos Reutemann. A Montecarlo Laffite sfruttò i tanti ritiri, per chiudere terzo, mentre nel successivo Gran Premio di Spagna Laffite strappò, grazie ai tempi del sabato, la sua settima, e ultima, pole position nel campionato mondiale di Formula 1. La partenza fu pessima, tanto che Laffite si trovò, al termine del primo giro, undicesimo. Il francese fu capace, sfruttando anche errori e ritiri degli avversari, a porsi alle spalle del battistrada Gilles Villeneuve al sessantaduesimo giro. Il canadese della Ferrari riuscì a tenere alle sue spalle Laffite, e altri tre piloti accodatisi al francese, che ottenne, comunque, il terzo podio di fila.
Dal Gran Premio di Francia, chiuso con un ritiro, la Ligier affiancò a Laffite Patrick Tambay. Seguirono, in seguito, altri tre podi. Terzo in Gran Bretagna (ottantasettesima gara per Laffite con La Ligier, nuovo record di fedeltà di un pilota a un singolo costruttore in gare valide per il campionato), e in Germania (entrambe gare in cui il francese fu autore di belle rimonte dopo una partenza da centro gruppo), Laffite si aggiudicò il Gran Premio d'Austria, quinto suo successo nel campionato mondiale. Partito in quarta posizione, il francese si trovò alle spalle del duo della Renault. Il ritiro di Alain Prost e un sorpasso su René Arnoux lo portarono al comando della gara, che mantenne fino all'arrivo. Laffite fece suo anche il giro veloce della gara.

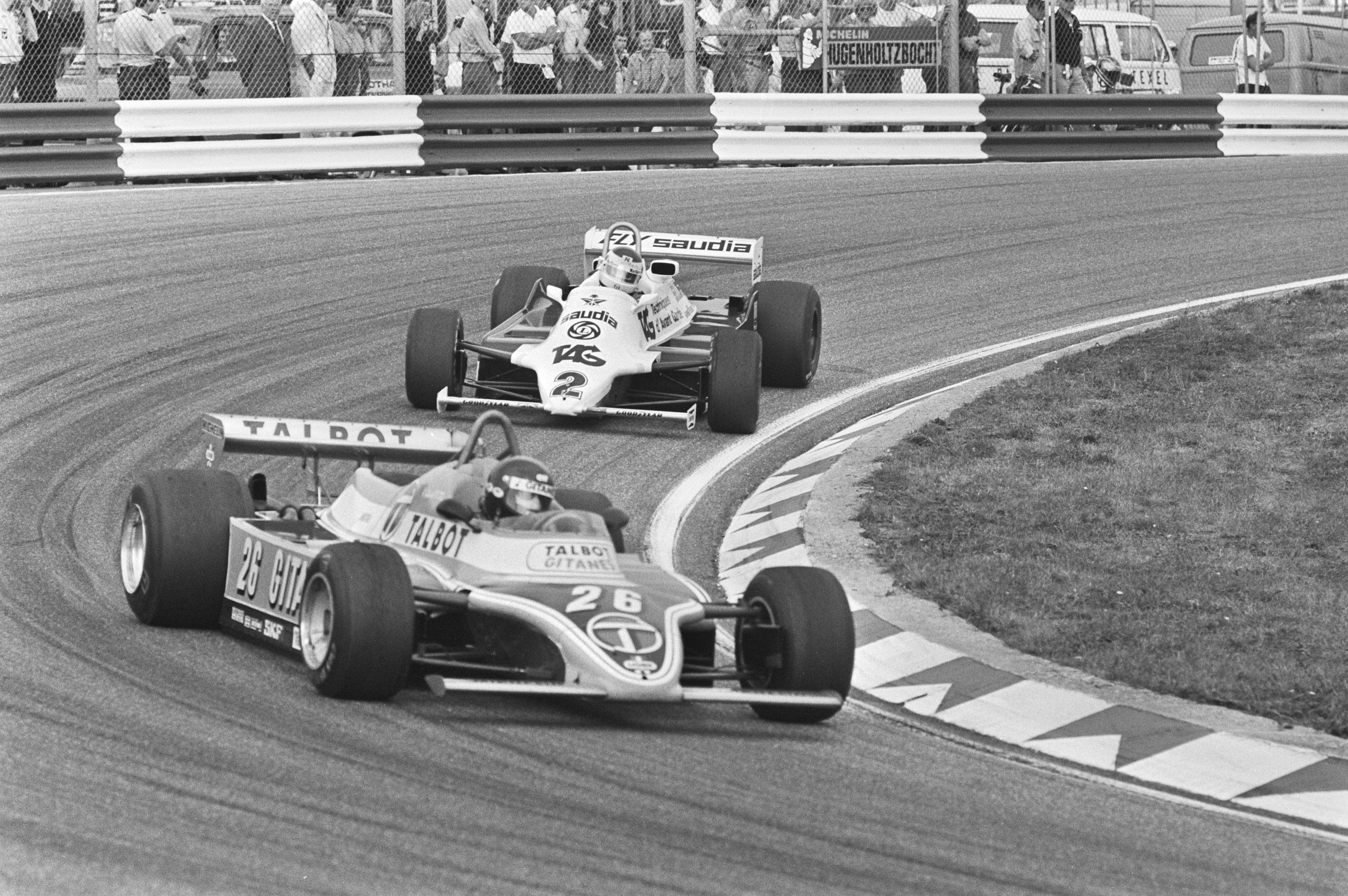
Laffite precede Carlos Reutemann, nel Gran Premio d'Olanda 1981. In stagione i due battagliarono fino all'ultima gara per il titolo, che però andò a Nelson Piquet.

Grazie a questa serie di bei risultati Laffite scalò terzo nella classifica piloti, staccato di 11 punti da Carlos Reutemann, leader della stessa, a quattro gare dal termine del campionato. Proprio un contatto con Reutemann, quando i due piloti erano in lotta per il quarto posto, lo costrinse al ritiro nel Gran Premio d'Olanda, mentre a Monza fu una foratura lenta che lo fece ritirare dalla gara, nei primi giri, quando era in zona podio.
Sotto la pioggia, nel Gran Premio del Canada, Laffite vinse il suo sesto, e ultimo, gran premio iridato. Dopo la qualifica al decimo posto, sfruttando la buona tenuta delle gomme Michelin, il francese recuperò diverse posizioni, fino a sorpassare Prost, al tredicesimo giro e posizionarsi alla testa del gran premio.
All'ultima gara dell'anno, il Gran Premio di Las Vegas, ancora tre piloti potevano aggiudicarsi il titolo mondiale. La classifica piloti era guidata dall'argentino Carlos Reutemann con 49 punti, seguito da Nelson Piquet a un punto, e da Jacques Laffite, a 43.
A livello di piazzamenti Reutemann aveva ottenuto 2 vittorie e tre secondi posti, Piquet aveva tre successi e un secondo posto, mentre Laffite si era imposto in due occasioni e aveva ottenuto due secondi posti. Il campionato prevedeva che potessero valere solo i migliori undici risultati, ma nessun dei tre piloti si trovava nella condizione di dover scartare qualche risultato. Laffite avrebbe vinto il mondiale se avesse vinto, con Carlos Reutemann al massimo quarto e Nelson Piquet al massimo terzo, oppure se fosse giunto secondo con Reutemann e Piquet fuori dalla zona dei punti.
Il francese partì dodicesimo ma, nei primi giri, conquistò subito diverse posizioni, salendo fino al secondo posto. La posizione non sarebbe stata sufficiente per vincere il titolo, in quanto Piquet si trovava in zona punti. Nella parte finale della gara la Ligier andò in crisi con le gomme, e il francese retrocesse addirittura fuori dalla zona dei punti, anche se poi terminò la gara al sesto posto.
Per la terza stagione di fila Laffite concluse al quarto posto della classifica dei piloti, ancora miglior pilota europeo del campionato.

##### 1982
Il compagno di scuderia alla Ligier di Laffite, per il 1982, fu l'italoamericano Eddie Cheever, il cui ingaggio venne annunciato al Gran Premio di Las Vegas 1981. L'annata fu molto meno positiva delle precedenti, tanto che, nelle prime sei gare, il francese non marcò punti iridati.

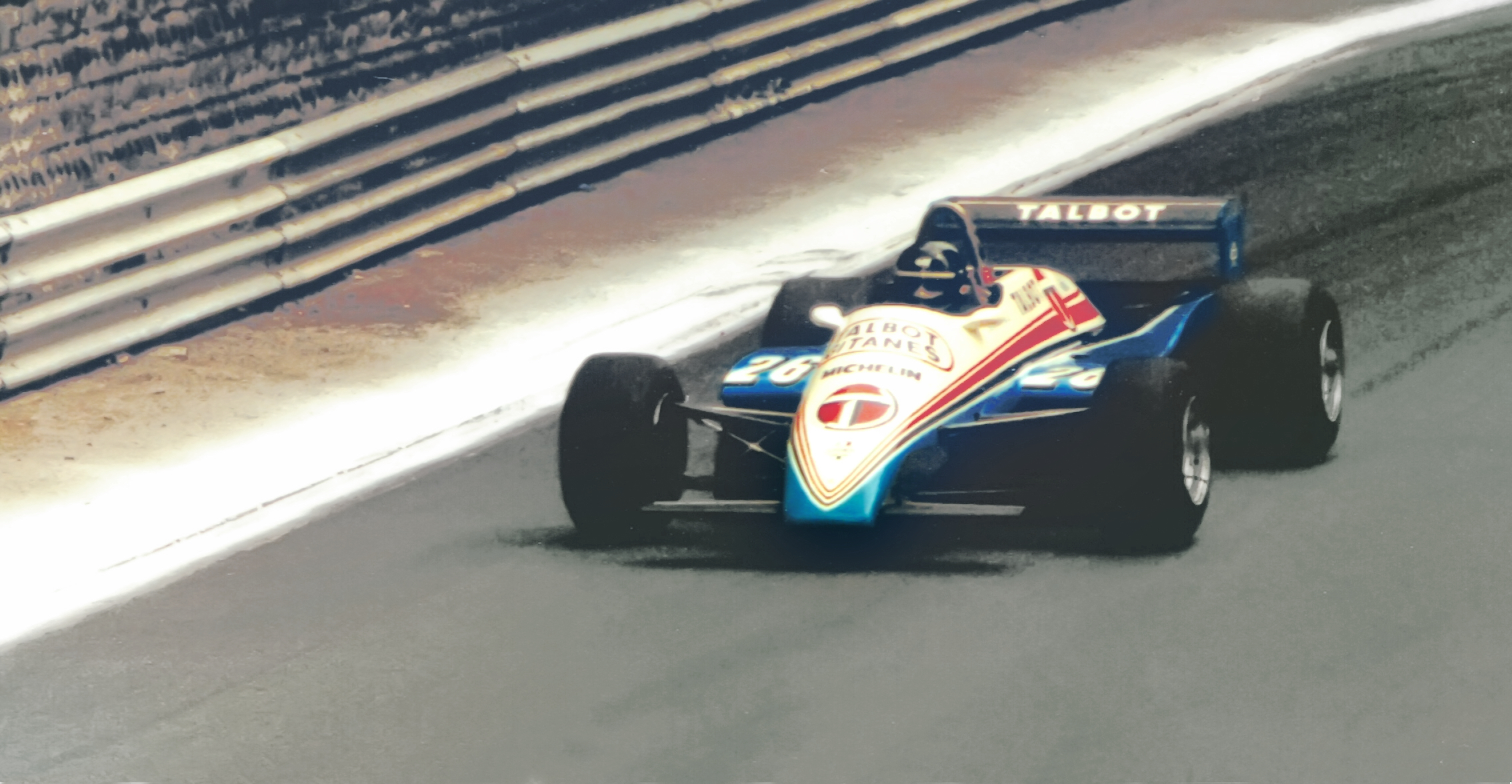
Jacques Laffite durante una dimostrazione, nel 1982, a Pau.

Le prime tre gare stagionali, tutte extraeuropee, dopo modesti risultati in prova, si chiusero tutte con un ritiro. Al Gran Premio di San Marino la Ligier fu una delle scuderie, legate alla FOCA, che boicottarono la gara, e ciò non permise a Laffite di partecipare all'evento.
Seguirono poi altri due ritiri, in Belgio e a Monaco (dove debuttò la nuova Ligier JS19. I primi punti vennero colti col sesto posto nel Gran Premio degli USA-Est (gara nella quale venne comunque utilizzata la versione B della vecchia JS17). Il francese, verso fine gara, si trovò quarto, alle spalle del suo compagno di scuderia, Cheever. La classifica della gara, che venne interrotta dopo pochi giri per incidente, venne stilata per classifica dei tempi. Il francese si trovò sul podio virtuale, a pochi giri dal termine, terzo, alle spalle del suo compagno di scuderia, Cheever. A causa di un contatto con Didier Pironi la sua Ligier venne danneggiata, e ciò costò, negli ultimi giri, tre posizioni.
Nelle gare successive l'utilizzo della nuova JS19 fu più continuo, anche se nel Gran Premio d'Olanda, dopo il suo impiego in prova, il francese optò per usare la vecchia JS17 in gara. I risultati però non mutarono, con ritiri in serie, e prestazioni in prova poco convincenti. Solo nel Gran Premio di Francia Laffite rivide di nuovo la bandiera a scacchi, anche se solo quattordicesimo, a 3 giri dal vincitore.
Una gara più positiva fu il Gran Premio di Germania, ove il francese si trovò nella zona dei punti, fino a scalare al quarto posto. Al ventinovesimo giro però, il francese, nel doppiaggio di Nigel Mansell, fece un errore, uscì di pista e venne ripassato da Michele Alboreto e Keke Rosberg. Nei giri seguenti Laffite perse altre posizioni e si allontanò definitivamente dalla zona dei punti, fino, poi, al ritiro. L'unico exploit della stagione fu il terzo posto nel Gran Premio d'Austria. Grazie a molti ritiri il francese chiuse sul podio, anche se staccato di un giro dai primi due.
Le ultime tre gare della stagione registrarono tre altri abbandoni. Laffite segnò solo 5 punti iridati, concludendo al diciassettesimo posto della classifica dei piloti.

#### Williams (1983-1984)

##### 1983
Dopo 7 stagioni alla Ligier, con 108 gare corse, il francese tornò a correre con Frank Williams, nella scuderia che portava il suo nome. Come compagno di team trovò il finlandese Keke Rosberg, campione del mondo in carica.
Nella prima gara della stagione, Laffite partì nelle retrovie, ma chiuse col quarto posto, dopo una lunga rimonta. A seguito della squalifica comminata al compagno di scuderia, Rosberg (giunto secondo), si aprì anche la possibilità di scalare sul podio, ma i commissari decisero di non riassegnare le posizioni. Nella gara successiva, il Gran Premio di Long Beach, il francese colse il quarto tempo in qualifica; in gara si trovò anche in testa, fino al quarantaquattresimo giro, quando, in crisi con le gomme, venne passato dal duo della McLaren, in grande rimonta. Chiuse quarto. Anche nella terza gara del campionato, il Gran Premio di Francia, Laffite giunse a punti, sesto, dopo essere partito nelle retrovie.
Nella gara di Montecarlo il francese optò, al via, per gomme slick, su una pista bagnata da una pioggia leggera, caduta poco prima del via. La scelta fu positiva, tanto che Laffite scalò fino al secondo posto. La posizione venne mantenuta fino al cinquantacinquesimo giro, quando il francese fu costretto al ritiro per un problema al cambio. Laffite si consolò con altri due arrivi nei punti, consecutivi. Terminò al quinto posto il Gran Premio del Belgio, mentre fu sesto nel Gran Premio di Detroit. Qui fu anche protagonista di un incidente nelle prove.
La seconda parte dell'annata fu meno positiva. La Williams disponeva di un tradizionale motore Ford Cosworth DFV, poco competitivo coi sempre più potenti e affidabili motori turbo. L'unico arrivo a punti, in questa fase, fu il sesto posto nel Gran Premio di Germania. Dopo due ritiri, Laffite non riuscì a qualificarsi né a Monza, (prima mancata qualificazione dal Gran Premio di Monaco 1975) né a Brands Hatch, sede del Gran Premio d'Europa. Qui venne battuto anche dall'esordiente Jonathan Palmer, iscritto sulla terza Williams.
Nell'ultimo gran premio stagionale, la Williams fece esordire la FW09, a motore turbo Honda. La vettura si dimostrò presto competitiva, col francese quarto nei test effettuati nei giorni prima della gara. La gara fu più sfortunata, chiusa dopo due giri, per un tamponamento con Eddie Cheever.
Laffite iscrisse 11 punti validi in stagione, venendo classificato all'undicesimo posto della classifica piloti.

##### 1984
Nel 1984 la stagione fu molto più negativa, tanto che il francese colse solo due arrivi nei punti. L'annata si aprì con ben quattro ritiri consecutivi, nelle prime quattro gare. In Sudafrica, secondo appuntamento stagionale, Laffite si trovò al terzo posto quando, al sessantunesimo giro, perse lo pneumatico anteriore destro, dovendo così terminare la gara. Solo nel Gran Premio di Francia, quinto gran premio dell'anno, il transalpino vide la bandiera a scacchi, chiudendo ottavo. Tale risultato venne ottenuto anche nella gara successiva, il Gran Premio di Monaco.
Con la trasferta negli Stati Uniti d'America Laffite tornò nuovamente nei punti. Nel Gran Premio di Detroit, partito diciannovesimo, chiuse sesto. A seguito della squalifica della Tyrrell di Martin Brundle, dopo le indagini effettuate dalla FISA, venne classificato quinto. Laffite fece anche meglio nella gara seguente, il Gran Premio di Dallas. Qui il pilota partì addirittura venticinquesimo, ma riuscì, in un clima rovente, su un tracciato molto duro, a chiudere col quarto posto.
Fu l'ultimo arrivo nei punti stagionale. Le sette gare finali, corse tutte in Europa, furono caratterizzate da sei ritiri. Nel Gran Premio d'Olanda Laffite fu capace di conquistare la quarta fila, unico risultato in qualifica, della stagione, nei primi dieci. In gara, un problema al motore, lo portò ancora all'abbandono, tra l'altro quando si trovava in zona punti. Solamente nell'ultimo gran premio, quello del Portogallo, riuscì a essere classificato, quattordicesimo, a tre giri dal vincitore.
Laffite sommò così solo 5 punti iridati, venendo classificato come quattordicesimo nella graduatoria dedicata ai piloti.

#### Ligier (1985-1986)

##### 1985
Nel 1985 il francese, ormai ultraquarantenne, tornò in Ligier. Qui trovò, come nuovo compagno di scuderia, il pilota italiano Andrea De Cesaris. In stagione la vettura venne dotato di un motore turbo, il Renault EF4B.
Laffite andò a punti già nella prima gara, il Gran Premio del Brasile, in cui fu sesto, nonostante un incidente con Riccardo Patrese, che lo costrinse a una riparazione ai box. Un altro sesto posto venne colto alla quarta gara della stagione, il Gran Premio di Monaco, caratterizzato dalla pioggia. In Canada un altro buon settimo posto venne perso in quanto il pilota subì una penalizzazione di un minuto di partenza anticipata, che lo fece scalare ottavo.

Laffite al volante della Ligier JS25 nel Gran Premio di San Marino.

Il miglior periodo stagionale fu vissuto nei Gran Premi di Gran Bretagna e Germania: il francese colse due terzi posti consecutivi. A Silverstone, partito sedicesimo, recuperò molte posizioni; dopo il ritiro di Ayrton Senna si ritrovò terzo. La gara venne interrotta, per errore, un giro prima del previsto, e ciò regalò il podio a Laffite che, subito dopo la linea d'arrivo, dovette fermare la sua Ligier per la mancanza di benzina. Questo fu il primo arrivo podio per il pilota dal Gran Premio d'Austria 1982, mentre la scuderia mancava un arrivo nei primi tre dal Gran Premio di Las Vegas dello stesso anno.
In Germania la gara si aprì con un contatto col compagno di scuderia, De Cesaris, che costrinse l'italiano al ritiro. Il transalpino recuperò diverse posizioni, passò Nigel Mansell, per il terzo posto, al cinquantasettesimo giro, venne ripassato, poco dopo, dal britannico, per poi sfruttare un problema alla sovralimentazione della Williams di Mansell, e tornare terzo, a tre giri dal termine.
La stagione proseguì senza che Laffite riuscisse marcare punti iridati, per diverse gare. In Austria, in lotta per un piazzamento nei primi sei, fu costretto al ritiro per una gomma mal fissata, dopo un pit stop. Dal Gran Premio d'Italia cambiò il compagno di scuderia: il connazionale Philippe Streiff prese il posto di De Cesaris.
Nel Gran Premio d'Europa, disputato a Brand Hatch, Laffite partì decimo, miglior risultato in qualifica dell'anno, installandosi poi, in gara, in zona podio. Costretto a una sosta ai box, uscì dalla zona dei punti, ma iscrisse il giro veloce, il suo settimo, e ultimo, nel campionato mondiale di Formula 1. Il francese non otteneva questo risultato dal Gran Premio d'Austria 1981. Questo fu anche l'ultimo gpv per la Ligier. La gara terminò con un ritiro, per un problema al motore.
La scuderia decise di boicottare il Gran Premio del Sudafrica, sulla pressione del governo francese, che spinse anche l'altra casa transalpina, la Renault, a non recarsi nel Paese nel quale vigeva ancora il regime dell'apartheid.
L'annata si concluse con un exploit, il secondo posto nel Gran Premio d'Australia, il primo corso nella nazione, e valido quale prova del campionato mondiale. Il francese partì appena ventesimo, si fermò al settimo giro per un problema a uno pneumatico, ma recuperò posizioni su posizioni, soprattutto nella seconda parte di gara. Scalato secondo, al sessantaduesimo giro, nelle ultime tornate trovò, alle sue spalle, il compagno di scuderia, Streiff. Questi attaccò Laffite, al penultimo giro, coi due che vennero anche a contatto: ebbe la peggio Streiff che danneggiò la sua sospensione anteriore sinistra. I due riuscirono, comunque, a chiudere al secondo e terzo posto, alle spalle del solo Keke Rosberg. Fu il primo doppio podio per la Ligier dal Gran Premio di Francia 1980. Al termine della gara Streiff venne redarguito per la manovra, ma tra i due piloti vi fu subito un chiarimento, tanto che Laffite si complimentò per la gara del giovane coéquipier.
Laffite chiuse il 1985 con 16 punti, che gli valsero il nono posto della classifica dei piloti.

##### 1986
Nella stagione 1986 Laffite cambiò ancora compagno di scuderia: alla Ligier, ancora dotata del motore turbo della Renault, arrivò un ennesimo pilota francese, René Arnoux.
La nuova vettura si presentò più brillante in qualifica, rispetto all'anno precedente, tanto che nella gara inaugurale, il Gran Premio del Brasile, le Ligier che ottennero quarto e quinto tempo, con Arnoux davanti a Laffite. In gara Laffite perse, nei primi giri, alcune posizioni, che recuperò quando i vari piloti effettuarono il cambio gomme. Il francese attese il trentesimo giro, rientrando in gara quinto. Grazie al ritiro di Alain Prost, e al sorpasso su Arnoux, dovuto a una migliore gestione degli pneumatici, scalò terzo, posizione che conservò fino al termine. Dopo due ritiri, in Spagna e a Imola, il francese colse il sesto posto nel Gran Premio di Monaco. Qualificatosi con un ottimo settimo tempo, fu costretto a partire dai box, in quanto, a causa del protrarsi di un intervento tecnico sulla sua Ligier, si schierò troppo tardivamente in griglia. La gara fu una lunga rimonta per il transalpino: già all'undicesimo giro si trovò tredicesimo, mentre al trentottesimo passaggio era già scalato ottavo. Al cinquantunesimo giro, sorpassando Nelson Piquet entrò nella zona dei punti, sesto, posizione che portò fino all'arrivo.
La stagione proseguì con una certa costanza di risultati. In Belgio Laffite finì quinto, pur partendo dalle retrovie, per un problema al cambio che ne aveva limitato la prestazione in prova. Sfruttando un incidente al via che produsse un po' di caos, si trovò subito nelle posizioni di testa, che riuscì a mantenere agevolmente. Dopo il settimo posto in Canada, Laffite colse il secondo posto, miglior risultato stagionale, nel seguente Gran Premio di Detroit. Ottenuto il sesto tempo nelle qualificazioni, passò Piquet e Mansell nei primi giri, ponendosi al terzo posto. Poco dopo una foratura costrinse ai box Ayrton Senna, leader della gara: questo permise a Laffite di diventare secondo, alle spalle del compagno di scuderia, Arnoux. Al diciannovesimo giro Laffite passò a condurre, fino al trentunesimo giro, quando dovette cedere la vetta a Piquet. Questi furono gli ultimi 13 giri in testa a una gara del campionato mondiale di Formula 1 per il francese. Dopo il cambio degli pneumatici Laffite rientrò in gara sesto ma, grazie al ritiri di Piquet e Arnoux, e a un sorpasso su Prost, tornò secondo, cogliendo il trentaduesimo, e ultimo, podio della sua carriera iridata. In Francia iscrisse per l'ultima volta dei punti iridati, finendo sesto.

###### Il record di presenze e l'incidente di Brands Hatch
Nel Gran Premio di Gran Bretagna, previsto sul Circuito di Brands Hatch, Laffite ottenne il record di gran premi validi quali prova del Campionato mondiale di Formula 1, disputati, con 176, battendo il precedente primato, detenuto da Graham Hill. In qualifica, al venerdì, Laffite centrò la McLaren di Keke Rosberg, a causa del bloccaggio di una ruota, senza che ci fossero conseguenze fisiche per i piloti.
Alla partenza del gran premio Laffite ebbe un durissimo incidente: Thierry Boutsen perse il controllo della sua Arrows, finendo contro le protezioni, e rimbalzando in pista. Ciò gettò lo scompiglio nel gruppo, con Stefan Johansson che, di fatto, accompagnò la vettura di Laffite, contro le barriere. La vettura rimase incastrata sotto il guard-rail, tanto che i commissari impiegarono più di mezz'ora per liberare il pilota dalla monoposto, aiutati da Jonathan Palmer, che fu il primo pilota a soccorrere Laffite. Il francese fu trasportato prima al centro medico del circuito, prima di essere trasferito in elicottero al Queen Mary Hospital di Sidcup. Qui vennero riscontrate gravi fratture alle gambe e al bacino, col pilota che venne ospitato in terapia intensiva. Venne sottoposto subito a un'operazione, da una équipe guidata dal professore Tony Percy, che durò un'ora e mezza, che ridusse le fratture. Intervenne sul pilota francese anche il medico inglese Nigel Cobb, che aveva già curato Johnny Cecotto e Barry Sheene. L'incidente ebbe una vasta eco in Francia, con Laurent Fignon, amico di Laffite e impegnato nel contemporaneo Tour de France, che inviò un caloroso augurio al pilota. Il 18 luglio Laffite venne trasferito in Francia, presso il centro medico de  la Porte de Choisy, ove venne preso in cura dal noto ortopedico Émile Letournel, che aveva curato Patrick Depailler, dopo l'incidente in deltaplano, e Didier Pironi. Il 30 luglio Laffite subì un'ennesima operazione, della durata di 14 ore. Alla fine di aprile 2018, nel corso di una trasmissione televisiva, Laffite ha annunciato di soffrire di tremolii alle mani, conseguenza probabile dell'incidente.
Questo incidente troncò la carriera nella massima formula, per il transalpino. All'epoca, oltre al primato assoluto di gran premi disputati, Laffite deteneva anche quello di gare disputate con lo stesso costruttore, la Ligier, 132. Il primo record venne battuto da Riccardo Patrese, nel Gran Premio del Brasile 1989, mentre il secondo record venne superato dal binomio David Coulthard-McLaren, nel Gran Premio d'Australia 2004.
Nel 1988 Laffite effettuò dei test per la Ligier, diventandone tester ufficiale per il 1989. Dopo dei test con la Williams nel 1990, fu nuovamente pilota di prova ufficiale per la Ligier nel 1992. Anche nel 1996 Laffite ebbe l'occasione di testare una vettura di Formula 1 Ligier. Nell'ottobre 2008 testò una Renault R27 sul Circuito Paul Ricard.

### Le vetture turismo
Nel 1987 Laffite prese parte ad alcune gare della prima edizione del Campionato del mondo turismo, al volante di un'Alfa Romeo 75 Turbo dell'Alfa Corse. Chiuse il campionato al diciassettesimo posto.
Tra il 1990 e il 1992 partecipò al Deutsche Tourenwagen Meisterschaft. La prima stagione corse con il Bigazzi M Team, utilizzando una BMW M3. Chiuse col settimo posto nella classifica generale, cogliendo anche una vittoria in gara 1 al Nürburgring. Nel 1991 passò alla Snobeck, ove gli venne messe a disposizione una Mercedes 190E. La stagione terminò con l'undicesimo posto nella classifica generale. L'ultima stagione partecipò al campionato con l'MS Racing, sempre al volante di una Mercedes 190E. Chiuse tredicesimo.

## Dopo il ritiro
Dal 1997 al 2012, Jacques Laffite ha commentato, come esperto tecnico, i gran premi di Formula 1 trasmessi dal canale francese TF1, dove sostituì Johnny Rives. Fino al 2002 collaborò con Pierre Van Vliet, che fu rimpiazzato, dal 2003, da Christophe Malbranque. Dal 2013 partecipa alla trasmissione Dimanche Méca, in onda su Eurosport.
Appassionato di golf, è azionista del Golf di Digione-Borgogna. Possiede una proprietà nel dipartimento della Creuse.
Nel 2018 ha rivelato di essere affetto dalla malattia di Parkinson.

## Palmarès
- Campionato francese di Formula 3 1973
- Campionato europeo di Formula 2 1975

## Risultati

### Riepilogo della carriera
| Stagione | Serie                                              | Team                            | Gare | Vittorie | Pole Position | GPV | Podi | Punti | Posizione |
| -------- | -------------------------------------------------- | ------------------------------- | ---- | -------- | ------------- | --- | ---- | ----- | --------- |
| 1970     | Formula France                                     |                                 | ?    | ?        | ?             | ?   | ?    | 10    | 15°       |
| 1971     | Formula Renault                                    |                                 | ?    | ?        | ?             | ?   | ?    | 150   | 5°        |
| 1972     | 24 Ore di Le Mans                                  | Automobiles Ligier              | 1    | 0        | 0             | 0   | 0    | N/A   | Rit       |
| 1972     | Formula Renault                                    |                                 | 21   | 10       | ?             | ?   | ?    | 294   | 1°        |
| 1972     | Challenge europeo di Formula Renault               |                                 | ?    | ?        | ?             | ?   | ?    | 39    | 2°        |
| 1973     | 24 Ore di Le Mans                                  | Automobiles Ligier              | 1    | 0        | 0             | 0   | 0    | N/A   | SQ        |
| 1973     | Campionato francese di Formula 3                   |                                 | ?    | ?        | ?             | ?   | ?    | 1425  | 1°        |
| 1973     | BARC Forward Trust F3 Championship                 | BP Racing                       | 1    | 0        | 0             | 0   | 0    | 0     | NC        |
| 1973     | B.R.S.C.C. MCD John Player British F3 Championship | BP France                       | 8    | 2        | 0             | ?   | 6    | 112   | 4°        |
| 1973     | Campionato italiano di Formula 3                   | BP France                       | 2    | 1        | 0             | 0   | 1    | 0     | NC        |
| 1973     | Challenge europeo di Formula Renault               |                                 | ?    | ?        | ?             | ?   | ?    | 10    | 18°       |
| 1974     | Campionato europeo di Formula 2                    | BP Racing France                | 10   | 1        | 1             | 1   | 5    | 31    | 3°        |
| 1974     | Gran Premio di Rouen-Les-Essarts di Formula 2      | BP Racing France                | 1    | 0        | 0             | 1   | 0    | N/A   | 6°        |
| 1974     | Campionato mondiale di Formula 1                   | Frank Williams Racing Cars      | 5    | 0        | 0             | 0   | 0    | 0     | NC        |
| 1974     | 24 Ore di Le Mans                                  | Automobiles Ligier              | 1    | 0        | 0             | 0   | 0    | N/A   | 8°        |
| 1975     | Campionato europeo di Formula 2                    | Automobiles Martini             | 14   | 6        | 5             | 4   | 7    | 60    | 1°        |
| 1975     | Campionato mondiale di Formula 1                   | Frank Williams Racing Cars      | 10   | 0        | 0             | 0   | 1    | 6     | 12°       |
| 1975     | Gran Premio di Svizzera                            | Williams Ambrozium H7 Racing    | 1    | 0        | 0             | 0   | 0    | N/A   | 10°       |
| 1975     | Campionato del mondo sportprototipi                | Willi Kauhsen Racing Team       | 3    | 3        | 0             | 0   | 3    | 60    | NC        |
| 1975     | Campionato giapponese di Formula 2000              | Victory Circle Club             | 1    | 0        | 0             | 0   | 0    | 0     | NC        |
| 1976     | Campionato mondiale di Formula 1                   | Ligier Gitanes                  | 16   | 0        | 1             | 1   | 3    | 20    | 7th       |
| 1976     | Campionato del mondo sportprototipi                | Équipe Renault Elf              | 4    | 0        | 3             | 0   | 1    | 15    | NC        |
| 1976     | Campionato europeo di Formula 2                    | Fred Opert Racing               | 2    | 0        | 0             | 1   | 2    | 0     | NC        |
| 1976     | Campionato europeo di Formula 2                    | Willi Kauhsen Racing Team       | 1    | 0        | 0             | 0   | 0    | 0     | NC        |
| 1976     | Campionato giapponese di Formula 2000              | Victory Circle Club             | 1    | 1        | 0             | 1   | 1    | 0     | NC        |
| 1977     | Campionato mondiale di Formula 1                   | Ligier Gitanes                  | 17   | 1        | 0             | 1   | 2    | 18    | 10°       |
| 1977     | Campionato europeo di Formula 2                    | Fred Opert Racing               | 3    | 0        | 0             | 0   | 0    | 0     | NC        |
| 1977     | 24 Ore di Le Mans                                  | Renault Sport                   | 1    | 0        | 0             | 0   | 0    | N/A   | Rit       |
| 1978     | Campionato mondiale di Formula 1                   | Ligier Gitanes                  | 16   | 0        | 0             | 0   | 2    | 19    | 8°        |
| 1978     | Campionato europeo di Formula 2                    | Maublanc Racing Services        | 2    | 0        | 0             | 0   | 0    | 0     | NC        |
| 1978     | 24 Ore di Le Mans                                  | Grand Touring Cars Inc.         | 1    | 0        | 0             | 0   | 0    | N/A   | 10°       |
| 1979     | Campionato mondiale di Formula 1                   | Ligier Gitanes                  | 15   | 2        | 4             | 2   | 6    | 36    | 4°        |
| 1979     | Campionato Production Car                          | BMW Motorsport                  | 4    | 1        | 1             | 0   | 2    | 35    | 7°        |
| 1980     | Campionato mondiale di Formula 1                   | Equipe Ligier Gitanes           | 14   | 1        | 1             | 1   | 5    | 34    | 4°        |
| 1980     | Campionato Production Car                          | BMW Motorsport                  | 6    | 0        | 1             | 0   | 1    | 37    | 9°        |
| 1981     | Campionato mondiale di Formula 1                   | Équipe Talbot Gitanes           | 15   | 2        | 1             | 1   | 7    | 44    | 4°        |
| 1982     | Campionato mondiale di Formula 1                   | Équipe Talbot Gitanes           | 15   | 0        | 0             | 0   | 1    | 5     | 17°       |
| 1983     | Campionato mondiale di Formula 1                   | TAG Williams Team               | 13   | 0        | 0             | 0   | 0    | 11    | 11°       |
| 1984     | Campionato mondiale di Formula 1                   | Williams Grand Prix Engineering | 16   | 0        | 0             | 0   | 0    | 5     | 14°       |
| 1985     | Campionato mondiale di Formula 1                   | Équipe Talbot Gitanes           | 15   | 0        | 0             | 1   | 3    | 16    | 9°        |
| 1986     | Campionato mondiale di Formula 1                   | Equipe Ligier                   | 9    | 0        | 0             | 0   | 2    | 14    | 8°        |
| 1987     | Campionato mondiale vetture turismo                | Alfa Corse                      | 6    | 0        | 0             | 0   | 0    | 86    | 17°       |
| 1990     | Deutsche Tourenwagen Meisterschaft                 | Bigazzi M Team                  | 21   | 1        | 0             | 3   | 3    | 107   | 7°        |
| 1990     | 24 Ore di Le Mans                                  | Joest Porsche Racing            | 1    | 0        | 0             | 0   | 0    | N/A   | 14°       |
| 1991     | Deutsche Tourenwagen Meisterschaft                 | Snobeck S.A.                    | 21   | 0        | 2             | 1   | 3    | 81    | 11°       |
| 1992     | Deutsche Tourenwagen Meisterschaft                 | MS Racing                       | 23   | 0        | 0             | 1   | 0    | 43    | 13°       |
| 1993     | 24 Ore di Le Mans                                  | Jacadi Racing                   | 1    | 0        | 0             | 0   | 0    | N/A   | Rit       |
| 1994     | 24 Ore di Le Mans                                  | Larbre Compétition              | 1    | 0        | 0             | 0   | 0    | N/A   | Rit       |
| 1996     | 24 Ore di Le Mans                                  | Team Bigazzi SRL                | 1    | 0        | 0             | 0   | 0    | N/A   | 11°       |

### Risultati completi alla 24 Ore di Le Mans
| Anno | Scuderia                | Copiloti                                 | Vettura                 | Classe | Giri | Pos. | Class Pos. |
| ---- | ----------------------- | ---------------------------------------- | ----------------------- | ------ | ---- | ---- | ---------- |
| 1972 | Automobiles Ligier      | Pierre Maublanc                          | Ligier JS2-Maserati     | S 3.0  | 195  | Rit  | Rit        |
| 1973 | Automobiles Ligier      | Guy Ligier                               | Ligier JS2-Maserati     | S 3.0  | 24   | SQ   | SQ         |
| 1974 | Automobiles Ligier      | Alain Serpaggi                           | Ligier JS2-Maserati     | S 3.0  | 310  | 8°   | 5°         |
| 1977 | Renault Sport           | Patrick Depailler                        | Renault Alpine A442     | S +2.0 | 289  | Rit  | Rit        |
| 1978 | Grand Touring Cars Inc. | Vern Schuppan Sam Posey                  | Mirage M9-Renault       | S +2.0 | 293  | 10°  | 5°         |
| 1990 | Joest Porsche Racing    | Henri Pescarolo Jean-Louis Ricci         | Porsche 962C            | C1     | 328  | 14°  | 14°        |
| 1993 | Jacadi Racing           | Michel Maisonneuve Christophe Dechavanne | Venturi 500LM-Renault   | GT     | 210  | Rit  | Rit        |
| 1994 | Larbre Compétition      | Jacques Alméras Jean-Marie Alméras       | Porsche 911 Carrera RSR | GT2    | 94   | Rit  | Rit        |
| 1996 | Team Bigazzi SRL        | Steve Soper Marc Duez                    | McLaren F1 GTR-BMW      | GT1    | 318  | 11°  | 9°         |

### Risultati completi nel Campionato europeo di Formula 2
| Anno | Scuderia                  | Telaio        | Motore  | 1       | 2      | 3       | 4      | 5     | 6       | 7      | 8       | 9       | 10    | 11      | 12      | 13      | 14    | Pos. | Punti |
| ---- | ------------------------- | ------------- | ------- | ------- | ------ | ------- | ------ | ----- | ------- | ------ | ------- | ------- | ----- | ------- | ------- | ------- | ----- | ---- | ----- |
| 1974 | BP Racing France          | March 742     | BMW M12 | BAR Rit | HOC 10 | PAU 2   | SAL 1  | HOC 2 | MUG Rit | KAR 3  | PER 7   | HOC 18  | VAL 3 |         |         |         |       | 3°   | 31    |
| 1975 | Automobiles Martini       | Martini Mk 16 | BMW M12 | EST 1   | THR 1  | HOC Rit | NÜR 1  | PAU 1 | HOC 1   | SAL NC | ROU Rit | MUG Rit | PER 1 | SIL Rit | ZOL Rit | NOG Rit | VAL 2 | 1°   | 60    |
| 1976 | Fred Opert Racing         | Chevron B35   | BMW     | HOC     | THR    | VAL     | SAL    | PAU 2 | HOC     | ROU    | MUG     | PER     | EST   | NOG 2   |         |         |       | NC   | 0‡    |
| 1976 | Willi Kauhsen Racing Team | March 762     | Hart    |         |        |         |        |       |         |        |         |         |       |         | HOC Rit |         |       | NC   | 0‡    |
| 1977 | Fred Opert Racing         | Chevron B40   | Hart    | SIL     | THR    | HOC 7   | NÜR    | VAL   | PAU 10  | MUG    | ROU     | NOG Rit | PER   | MIS     | EST     | DON     |       | NC   | 0     |
| 1978 | Maublanc Racing Services  | March 782     | BMW     | THR     | HOC    | NÜR     | PAU 11 | MUG   | VAL     | ROU    | DON     | NOG Rit | PER   | MIS     | HOC     |         |       | NC   | 0     |

(legenda) (il grassetto indica le pole position, il corsivo indica i giri veloci, ‡ che il pilota non era eleggibile per la classifica del campionato. )

#### Risultati completi in F1
| 1974 | Scuderia     | Vettura |  |  |  |  |  |  |  |  |  |  |     |    |     |    |     |  |  | Punti | Pos. |
| ---- | ------------ | ------- |  |  |  |  |  |  |  |  |  |  | --- | -- | --- | -- | --- |  |  | ----- | ---- |
| 1974 | Iso Marlboro | FW      |  |  |  |  |  |  |  |  |  |  | Rit | NC | Rit | 15 | Rit |  |  | 0     |      |

| 1975 | Scuderia | Vettura   |     |    |    |  |    |     |  |     |    |     |   |     |     |    |  |  |  | Punti | Pos. |
| ---- | -------- | --------- | --- | -- | -- |  | -- | --- |  | --- | -- | --- | - | --- | --- | -- |  |  |  | ----- | ---- |
| 1975 | Williams | FW e FW04 | Rit | 11 | NC |  | NQ | Rit |  | Rit | 11 | Rit | 2 | Rit | Rit | NP |  |  |  | 6     | 13º  |

| 1976 | Scuderia | Vettura |     |     |   |    |   |    |   |    |    |     |   |     |   |     |     |   |  | Punti | Pos. |
| ---- | -------- | ------- | --- | --- | - | -- | - | -- | - | -- | -- | --- | - | --- | - | --- | --- | - |  | ----- | ---- |
| 1976 | Ligier   | JS5     | Rit | Rit | 4 | 12 | 3 | 12 | 4 | 14 | SQ | Rit | 2 | Rit | 3 | Rit | Rit | 7 |  | 20    | 7º   |

| 1977 | Scuderia | Vettura |    |     |     |   |   |   |     |   |   |   |     |     |   |   |   |     |   | Punti | Pos. |
| ---- | -------- | ------- | -- | --- | --- | - | - | - | --- | - | - | - | --- | --- | - | - | - | --- | - | ----- | ---- |
| 1977 | Ligier   | JS7     | NC | Rit | Rit | 9 | 7 | 7 | Rit | 1 | 8 | 6 | Rit | Rit | 2 | 8 | 7 | Rit | 5 | 18    | 10º  |

| 1978 | Scuderia | Vettura   |    |   |   |   |     |   |   |   |   |    |   |   |   |   |    |     |  | Punti | Pos. |
| ---- | -------- | --------- | -- | - | - | - | --- | - | - | - | - | -- | - | - | - | - | -- | --- |  | ----- | ---- |
| 1978 | Ligier   | JS7 e JS9 | 16 | 9 | 5 | 5 | Rit | 5 | 3 | 7 | 7 | 10 | 3 | 5 | 8 | 4 | 11 | Rit |  | 19    | 8º   |

| 1979 | Scuderia | Vettura |   |   |     |     |     |   |     |   |     |   |   |   |     |     |     |  |  | Punti | Pos. |
| ---- | -------- | ------- | - | - | --- | --- | --- | - | --- | - | --- | - | - | - | --- | --- | --- |  |  | ----- | ---- |
| 1979 | Ligier   | JS11    | 1 | 1 | Rit | Rit | Rit | 2 | Rit | 8 | Rit | 3 | 3 | 3 | Rit | Rit | Rit |  |  | 36    | 4º   |

| 1980 | Scuderia | Vettura |     |     |   |     |    |   |   |     |   |   |   |   |   |   |  |  |  | Punti | Pos. |
| ---- | -------- | ------- | --- | --- | - | --- | -- | - | - | --- | - | - | - | - | - | - |  |  |  | ----- | ---- |
| 1980 | Ligier   | JS11/15 | Rit | Rit | 2 | Rit | 11 | 2 | 3 | Rit | 1 | 4 | 3 | 9 | 8 | 5 |  |  |  | 34    | 4º   |

| 1981 | Scuderia | Vettura |     |   |     |     |   |   |   |     |   |   |   |     |     |   |   |  |  | Punti | Pos. |
| ---- | -------- | ------- | --- | - | --- | --- | - | - | - | --- | - | - | - | --- | --- | - | - |  |  | ----- | ---- |
| 1981 | Ligier   | JS17    | Rit | 6 | Rit | Rit | 2 | 3 | 2 | Rit | 3 | 3 | 1 | Rit | Rit | 1 | 6 |  |  | 44    | 4º   |

| 1982 | Scuderia | Vettura     |     |     |     |  |   |     |   |     |     |     |    |     |   |     |     |     |  | Punti | Pos. |
| ---- | -------- | ----------- | --- | --- | --- |  | - | --- | - | --- | --- | --- | -- | --- | - | --- | --- | --- |  | ----- | ---- |
| 1982 | Ligier   | JS17 e JS19 | Rit | Rit | Rit |  | 9 | Rit | 6 | Rit | Rit | Rit | 14 | Rit | 3 | Rit | Rit | Rit |  | 5     | 17º  |

| 1983 | Scuderia | Vettura |   |   |   |   |     |   |   |     |    |   |     |     |    |    |     |  |  | Punti | Pos. |
| ---- | -------- | ------- | - | - | - | - | --- | - | - | --- | -- | - | --- | --- | -- | -- | --- |  |  | ----- | ---- |
| 1983 | Williams | FW08C   | 4 | 4 | 6 | 7 | Rit | 6 | 5 | Rit | 12 | 6 | Rit | Rit | NQ | NQ | Rit |  |  | 11    | 11º  |

| 1984 | Scuderia | Vettura |     |     |     |     |   |   |     |   |   |     |     |     |     |     |     |    |  | Punti | Pos. |
| ---- | -------- | ------- | --- | --- | --- | --- | - | - | --- | - | - | --- | --- | --- | --- | --- | --- | -- |  | ----- | ---- |
| 1984 | Williams | FW09    | Rit | Rit | Rit | Rit | 8 | 8 | Rit | 5 | 4 | Rit | Rit | Rit | Rit | Rit | Rit | 14 |  | 5     | 14º  |

| 1985 | Scuderia | Vettura |   |     |     |   |   |    |     |   |   |     |     |     |    |     |  |   |  | Punti | Pos. |
| ---- | -------- | ------- | - | --- | --- | - | - | -- | --- | - | - | --- | --- | --- | -- | --- |  | - |  | ----- | ---- |
| 1985 | Ligier   | JS25    | 6 | Rit | Rit | 6 | 8 | 12 | Rit | 3 | 3 | Rit | Rit | Rit | 11 | Rit |  | 2 |  | 16    | 9º   |

| 1986 | Scuderia | Vettura |   |     |     |   |   |   |   |   |     |  |  |  |  |  |  |  |  | Punti | Pos. |
| ---- | -------- | ------- | - | --- | --- | - | - | - | - | - | --- |  |  |  |  |  |  |  |  | ----- | ---- |
| 1986 | Ligier   | JS27B   | 3 | Rit | Rit | 6 | 5 | 7 | 2 | 6 | Rit |  |  |  |  |  |  |  |  | 14    | 8º   |

| Legenda | 1º posto     | 2º posto | 3º posto    | A punti         | Senza punti/Non class.  | Grassetto – Pole position Corsivo – Giro più veloce |
| Legenda | Squalificato | Ritirato | Non partito | Non qualificato | Solo prove/Terzo pilota | Grassetto – Pole position Corsivo – Giro più veloce |

#### Risultati completi nelle gare di Formula 1 non valide come prove del campionato
| Anno | Scuderia                     | Telaio        | Motore            | 1       | 2    | 3      |
| ---- | ---------------------------- | ------------- | ----------------- | ------- | ---- | ------ |
| 1975 | Williams Ambrozium H7 Racing | Williams FW04 | Ford Cosworth DFV | RoC     | BRDC | SUI 10 |
| 1980 | Équipe Ligier Gitanes        | Ligier JS11   | Ford Cosworth DFV | ESP Rit |      |        |

### Risultati completi nel Campionato mondiale Turismo
| Anno | Scuderia   | Telaio        | 1   | 2       | 3                  | 4                  | 5                   | 6                   | 7                   | 8   | 9   | 10  | 11  | Pos. | Punti |
| ---- | ---------- | ------------- | --- | ------- | ------------------ | ------------------ | ------------------- | ------------------- | ------------------- | --- | --- | --- | --- | ---- | ----- |
| 1987 | Alfa Corse | Alfa Romeo 75 | MNZ | JAR Rit | DIJ gen:9 classe:5 | NUR gen:9 classe:7 | SPA gen:12 classe:9 | BNO gen:10 classe:8 | SIL gen:10 classe:8 | BAT | CAL | WEL | FJI | 17°  | 86    |

(legenda) (il grassetto indica le pole position, il corsivo indica i giri veloci.)